# Guillaume Malle
Pour les articles homonymes, voir Malle.
Guillaume Malle, né le 28 aout 1985 à Bayeux, est un coureur cycliste français.

## Biographie
À la suite de l'arrêt de Véranda Rideau-Super U en 2012, il arrête sa carrière.

## Palmarès
- 2005
  - 3e du Circuit des Remparts
- 2006
  - Grand Prix de Gerponville
- 2007
  - 1re épreuve du Maillot des Jeunes Léopards
  - 2e du Circuit Jean Bart
  - 2e du Circuit des Remparts
  - 3e du Grand Prix de Fougères
- 2008
  - 2e étape du Tour de Franche-Comté
  - Circuit des Remparts
  - 6e étape du Tour de La Réunion
  - Grand Prix de Fougères
  - 2e de Redon-Redon
  - 3e du Circuit du Morbihan
  - 3e de la Mi-août bretonne
- 2009
  - Ronde du Canigou
  - 1re étape de l'Essor breton
  - 2e du Prix de la Saint-Laurent
  - 3e du Grand Prix de Blangy-sur-Bresle
  - 3e du Trio normand
- 2010
  - 3e étape du Saint-Brieuc Agglo Tour
  - 3e des Boucles de la Mayenne
- 2011
  - Tour de Luce
  - Tour de Martinique :
    - Classement général
    - 2eb étape

  - Prix d’Ecommoy
  - Grand Prix de Grandcamp-Maisy
  - Saint-Brieuc Agglo Tour :
    - Classement général
    - 1re étape

  - 3e de Manche-Atlantique
  - 3e du Grand Prix Michel-Lair
- 2012
  - 2e du Tour de Normandie

## Classements mondiaux
| Année           | 2007   | 2008 | 2009   | 2010 | 2011   | 2012 |
| --------------- | ------ | ---- | ------ | ---- | ------ | ---- |
| UCI Europe Tour | 1 351e |      | 1 079e | 634e | 1 087e | 401e |